# Azijski divovski stršljen
Azijski divovski stršljen (lat. Vespa mandarinia), kukac iz reda Opnokrilaca, vrsta su najvećih stršljena na svijetu, azijskog su porijekla.
Odlikuju se narančastom glavom i crnim tijelom i šestmilimetarskim žalcem, a nastanjuju područja od Rusije, preko Indije i Šri Lanke do Kine i Japana. Veličine su preko 5 centimetara, a mogu letiti brzinom do 40 km na sat. Dnevno prijeđe i po 100 kilometara.
Ubodi ovih kukaca mogu biti smrtonosni za ljude (anafilaktički šok).

## Podvrste
- Vespa mandarinia bellona Smith, 1871
- Vespa mandarinia magnifica Smith, 1852
- Vespa mandarinia nobilis Sonan, 1929

## Vanjske poveznice
|  | Zajednički poslužitelj ima još gradiva o temi Vespa mandarinia |
|  | Wikivrste imaju podatke o taksonu Vespa mandarinia             |